# Conseil de Circular Head
Le Conseil de Circular Head est une zone d'administration locale sur la côte nord-ouest de la Tasmanie en Australie.
Elle comprend les villes de :
- Smithton,
- Stanley et
- Marrawah

ainsi que quelques îles environnantes dont: Robbins Island, Hunter Island et Three Hummock Island.